# Болотненский сельсовет
Болотненский сельсовет — упразднённая административно-территориальная единица, существовавшая на территории Московской губернии и Московской области до 1954 года.
Болотненский сельсовет был образован в первые годы советской власти. По данным 1923 года он входил в состав Спас-Журавенской волости Каширского уезда Московской губернии.
В 1924 году Болотненский с/с был присоединён к Иваньшевскому с/с.
2 февраля 1925 года Спас-Журавенская волость была переименована в Достоевскую волость. Вскоре в её составе был восстановлен Болотненский с/с.
В 1929 году Болотненский с/с был отнесён к Зарайскому району Коломенского округа Московской области. При этом к нему был присоединён Иваньшевский с/с.
14 июня 1954 года Болотненский с/с был упразднён. При этом его территория была передана в Трасненский сельсовет.